# Sven Nieuwpoort
Sven Nieuwpoort (Den Helder, Países Bajos, 13 de abril de 1993) es un exfutbolista neerlandés que jugaba como defensa

## Trayectoria

### Ajax de Ámsterdam
Se incorporó a las categorías inferiores del Ajax en 2003, a la edad de 10 años. Fue ascendiendo en las categorías inferiores hasta que el 21 de diciembre de 2011 firmó su primer contrato profesional por dos años con el Ajax, que le vincula al club hasta julio de 2014. Recibió el número 38 y estuvo en la lista de inscritos de Frank de Boer para la campaña de la Liga de Campeones de la UEFA 2012-13, practicando con el primer equipo en De Lutte durante el trainingcamp, y jugando junto a ellos en encuentros amistosos durante la pretemporada. En la temporada 2012-2013, jugó en la Beloften Eredivisie con el equipo de reserva Jong Ajax. Al no ser convocado para jugar con el primer equipo antes de la ventana de transferencias de invierno, fue cedido al Almere City FC durante seis meses, para el resto de la temporada, con el fin de obtener más experiencia en la Eerste Divisie, jugando para el club asociado del Ajax de Ámsterdam en la Provincia de Flevoland. Durante su estancia en el Almere City FC, se reunió con sus compañeros del Ajax Henri Toivomäki y Gino van Kessel, todos ellos cedidos en Almere. Disputó 15 partidos con el entrenador Fred Grim, y terminó en el puesto 14 con el Almere CIty FC en la Eerste Divisie. Antes de regresar a Ámsterdam, mientras su hermano menor Lars Nieuwpoort firmaba un contrato de dos años con el Almere City FC.

### Almere City FC (préstamo)
En la temporada 2013-2014, participó en la concentración de pretemporada con el primer equipo del Ajax. El 29 de junio de 2013 jugó un partido amistoso de pretemporada con el Ajax contra el SDC Putten. El partido terminó con una victoria a domicilio del Ajax por 1-4, y Nieuwpoort jugó toda la segunda parte del partido tras ser sustituido por Stefano Denswil. El 6 de julio de 2013, apareció en otro encuentro amistoso de pretemporada contra el Dinamo Dresde alemán de la 2. Bundesliga, entrando por Rubén Ligeon en la segunda parte de la victoria a domicilio por 0-3. El 13 de julio de 2013 apareció en un partido amistoso contra De Graafschap Doetinchem, cuando entró por Joël Veltman en el minuto 60 en la victoria por 0-3 en Doetinchem. Manteniendo su posición de reserva en el Ajax, comenzó la temporada jugando en el Jong Ajax, el equipo de reservas del club de Ámsterdam. Tras haber ascendido recientemente de la Beloften Eredivisie, para competir en la Eerste Divisie la segunda categoría del fútbol profesional de los Países Bajos, apareció en tres partidos con el Jong Ajax durante la temporada 2013-14, antes de ser cedido al Almere City FC una vez más el 29 de agosto de 2013, para el resto de la temporada.

### Go Ahead Eagles
El 29 de mayo de 2014 se anunció que había firmado un contrato de dos años con opción a una temporada adicional con el Go Ahead Eagles de la Eredivisie. El Ajax optó por no prorrogar su contrato, lo que lo llevó a seguir a su compañero del Ajax Nick de Bondt al club desde el Deventer, que había sido transferido al propio club solo unas semanas antes.

### SC Cambuur Leeuwarden
Se unió a SC Cambuur Leeuwarden en agosto de 2019.

### Excelsior Róterdam
El 27 de julio de 2021 se incorporó al Excelsior Róterdam con un contrato de un año con opción al segundo.

## Selección nacional
Ha jugado con la selección neerlandesa en varias categorías inferiores, y su última convocatoria ha sido con la sub-19.

## Estadísticas

### Clubes
Actualizado al último partido disputado el 16 de enero de 2024.
| Club                                    | Div.          | Temporada     | Liga  | Liga  | Copas nacionales | Copas nacionales | Copas internacionales | Copas internacionales | Total | Total |
| Club                                    | Div.          | Temporada     | Part. | Goles | Part.            | Goles            | Part.                 | Goles                 | Part. | Goles |
| --------------------------------------- | ------------- | ------------- | ----- | ----- | ---------------- | ---------------- | --------------------- | --------------------- | ----- | ----- |
| Jong Ajax · Países Bajos                | 3.ª           | 2011-12       | 3     | 0     | ―                | ―                | ―                     | ―                     | 3     | 0     |
| Jong Ajax · Países Bajos                | 3.ª           | 2012-13       | 3     | 0     | ―                | ―                | ―                     | ―                     | 3     | 0     |
| Jong Ajax · Países Bajos                | 2.ª           | 2013-14       | 3     | 0     | ―                | ―                | ―                     | ―                     | 3     | 0     |
| Jong Ajax · Países Bajos                | Total club    | Total club    | 9     | 0     | 0                | 0                | 0                     | 0                     | 9     | 0     |
| Almere City FC · Países Bajos           | 2.ª           | 2012-13       | 14    | 0     | 0                | 0                | ―                     | ―                     | 14    | 0     |
| Almere City FC · Países Bajos           | 2.ª           | 2013-14       | 32    | 2     | 1                | 0                | ―                     | ―                     | 33    | 2     |
| Almere City FC · Países Bajos           | Total club    | Total club    | 46    | 2     | 1                | 0                | 0                     | 0                     | 47    | 2     |
| Go Ahead Eagles · Países Bajos          | 1.ª           | 2014-15       | 27    | 1     | 2                | 0                | ―                     | ―                     | 29    | 1     |
| Go Ahead Eagles · Países Bajos          | 2.ª           | 2015-16       | 20    | 0     | 1                | 0                | ―                     | ―                     | 21    | 0     |
| Go Ahead Eagles · Países Bajos          | Total club    | Total club    | 47    | 1     | 3                | 0                | 0                     | 0                     | 50    | 1     |
| De Graafschap Doetinchem · Países Bajos | 2.ª           | 2016-17       | 29    | 1     | 1                | 0                | ―                     | ―                     | 30    | 1     |
| De Graafschap Doetinchem · Países Bajos | 2.ª           | 2017-18       | 37    | 1     | 1                | 0                | ―                     | ―                     | 38    | 1     |
| De Graafschap Doetinchem · Países Bajos | 2.ª           | 2018-19       | 23    | 0     | 1                | 0                | ―                     | ―                     | 24    | 0     |
| De Graafschap Doetinchem · Países Bajos | Total club    | Total club    | 89    | 2     | 3                | 0                | 0                     | 0                     | 92    | 2     |
| SC Cambuur Leeuwarden · Países Bajos    | 2.ª           | 2019-20       | 3     | 0     | 0                | 0                | ―                     | ―                     | 3     | 0     |
| SC Cambuur Leeuwarden · Países Bajos    | 2.ª           | 2020-21       | 10    | 1     | 2                | 0                | ―                     | ―                     | 12    | 1     |
| SC Cambuur Leeuwarden · Países Bajos    | Total club    | Total club    | 13    | 1     | 2                | 0                | 0                     | 0                     | 15    | 1     |
| Excelsior Róterdam · Países Bajos       | 2.ª           | 2021-22       | 39    | 0     | 1                | 0                | ―                     | ―                     | 40    | 0     |
| Excelsior Róterdam · Países Bajos       | 1.ª           | 2022-23       | 23    | 0     | 0                | 0                | ―                     | ―                     | 23    | 0     |
| Excelsior Róterdam · Países Bajos       | 1.ª           | 2023-24       | 16    | 1     | 3                | 0                | —                     | —                     | 19    | 1     |
| Excelsior Róterdam · Países Bajos       | Total club    | Total club    | 78    | 1     | 4                | 0                | 0                     | 0                     | 82    | 1     |
| Total carrera                           | Total carrera | Total carrera | 282   | 7     | 13               | 0                | 0                     | 0                     | 295   | 7     |

## Palmarés
SC Cambuur Leeuwarden
- Eerste Divisie: 2020-21